# Etta Cameron
Pour les articles homonymes, voir Cameron.
Etta Cameron, née Ettamae Louvita Coakley le 21 novembre 1939 et morte le 4 mars 2010, est une chanteuse américano-danoise originaire des Bahamas.

## Jeunesse
Née à Nassau aux Bahamas, Etta Cameron est l'aînée d'une fratrie de 6 enfants. À l'âge de 9 ans, elle déménage à Miami aux États-Unis avec sa famille. Elle chante dans une chorale méthodiste. Lorsque sa mère meurt d'un cancer, c'est elle qui s'occupe de ses frères et sœurs,. 
Elle rêve de devenir médecin et étudie la médecine pendant 4 ans.

## Carrière
Etta Cameron commence à chanter aux États-Unis dans des discothèques et des hôtels. En 1967, elle chante à Londres puis à Berlin.  
De 1967 (ou à partir du 1er janvier 1968, selon les sources) à 1972, elle vit et travaille à Berlin-Est. On la voit par exemple dans Mit mir nicht, Madam! (1969) avec Manfred Krug,. Selon certaines versions, elle a perdu ou son manager lui a confisqué son passeport pendant 5 ans, ce qui l'a obligée à rester en Allemagne de l'Est d'où elle s'est échappée vers le Danemark, en voiture avec ses deux enfants, en 1972,. Cependant, selon une autre version, elle connut un grand succès en Allemagne et, étant mariée à son manager, le danois William Flyckt, qui était impliqué dans des activités d'espionnage en Allemagne de l'Est, elle est peut-être restée pour raisons personnelles,. En 1972, Cameron déménage au Danemark où elle poursuit sa carrière. 
Elle chante du jazz et du gospel, et laisse sa marque dans la culture musicale danoise. Elle est faite chevalier de l'ordre de Dannebrog en 1997.
Cameron est l'une des juges des deux premières saisons de Scenen er din, la version danoise de l'émission de télévision américaine Star Search, où elle est connue pour donner la note maximale aux candidats.

## Vie privée
Sa fille Debbie Cameron, née à Miami, en Floride, en 1958, représente le Danemark à deux reprises au Concours Eurovision de la chanson, en 1979 et 1981 avec Tommy Seebach.
Elle a aussi un fils, Steve Andre Cameron, né en 1956.

## Décès
Etta Cameron décède le 4 mars 2010 à Aarhus, au Danemark, des suites d'un cancer. Elle est enterrée au cimetière Assistens à Copenhague. 

## Discographie solo
- 1975 : Come together with Etta
- 1976 : I'm a Woman
- 1980 : Mayday
- 1981 : Easy
- 1987 : My Gospel
- 1995 : Gospel Concert with Etta Cameron
- 1995 : Lovesongs
- 1996 : Etta Cameron mit NDR Big Band
- 1996 : Certainly Lord
- 1996 : My Christmas
- 1996 : A Gospel Concert with Etta Cameron vol. 2
- 1998 : Etta Cameron Ole Kock Hansen and Tuxedo Big Band
- 2000 : I Have a Dream
- 2003 : Lady Be Good
- 2005 : Her vil ties, her vil bies
- 2008 : Spirituals
- 2009 : Etta

## Filmographie
- 1969 : Mit mir nich, Madam!
- 1987 : Peter von Scholten
- 1998 : Mimi et madammerne
- 2003 : Askepop - The Movie

## Littérature
Elle a publié une autobiographie :
- 2007 : Hun gav smerten vinger